# Jacques Thiers
Jacques Thiers ou Ghjacumu Thiers est un enseignant et écrivain né à Bastia le 10 février 1945. Après des études au lycée de Bastia, l'actuel collège Simon Vinciguerra, il poursuit ses études sur le continent. Agrégé de lettres classiques, il a enseigné à Nice, Ajaccio et Bastia avant de rejoindre l'Université de Corse en 1983 où il a occupé une chaire de langue et culture régionales avec le grade de Professeur des Universités.
Il fait partie de la nouvelle génération d'auteurs de la langue corse des années 1970, que l'on a appelé "a leva di u settanta".
Docteur en linguistique, il est l'auteur de nombreux travaux scientifiques dans le domaine de la sociolinguistique, comme Papiers d'identité publié en 1989, issu de sa thèse.
Il a également contribué à des méthodes d'apprentissage de la langue corse, comme Stà à sente o Pè co-écrit avec Jean Chiorboli.
Il a écrit de nombreuses poésies pour les groupes corses comme I Chjami Aghjalesi (L'idea vera, Mine), E Duie Patrizie, Canta u Populu Corsu (Ghjennaghji, Quandu seraghju più grande), I Muvrini (Nanna per i ciucci d'oghje, Sò), Tavagna, Jean-Paul Poletti (Amandulu fiuritu) ou encore I Surghjenti (L'imbasciata).Il collabore régulièrement avec Patrizia Gattaceca ( album Meziornu, album Carmini ) . 
Il a été rédacteur en chef des revues littéraires Rigiru et Bonanova.
Il a écrit de nombreuses comédies populaires (L'Orcu, U Rè, Pandora, U Casale, U più hè per fà l'erre, I Strapazzi di Bazzicone et Tutti in Pontenovu) joués aves Scola Corsa et Scola Aperta.
Il est l'auteur de nombreux ouvrages, essais et romans, souvent publiés en langue corse puis traduits en français :
- Les Potirons, l'inspecteur et le gecko (1994, éd.Albiana)

- Son premier roman A funtana d'Altea[5] (1990) a remporté le Prix du livre corse en 1990. Il a été traduit en français sous le titre Les Glycines d'Altea[6] (1992).

- A Barca di a Madonna, en français La Vierge à la barque (1996).

- Memorie (1996, éd.Piazzola), l'édition critique (tirée de sa thèse, Université de Provence, 1979) des mémoires de Francesco Ottaviano Renucci (1767-1842).

- In Corpu à Bastia (2003) ou Le Ventre de Bastia (2004).

- I Misgi[7] (2013) ou La cour des chats[8] (2015).

- U Balcone[9] (2016) et Le Balcon[10] (2017).

## Sources
- VIAF
- ISNI
- BnF (données)
- IdRef
- LCCN
- GND
- WorldCat

1. ↑  « Thiers Jacques / Ghjacumu », sur Les éditions Albiana (consulté le 11 février 2025)
2. ↑  « THIERS Ghjacumu | InterRomania », sur www.interromania.com (consulté le 11 février 2025)
3. ↑  Julian Mattei, Petru Santu Menozzi et Ange-Toussaint Pietrera, Antulugia di a corsica literaria, Albiana, 2020 (ISBN 978-2-8241-0968-8)
4. ↑  Jacques Thiers, Papiers d'identité(s), Albiana, 2008 (ISBN 978-2-84698-280-1)
5. ↑  Jacques Thiers, A funtana d'Altea, Éd. Albiana, 1990 (ISBN 978-2-905124-11-1)
6. ↑  Jacques Thiers, Les glycines d'Altea, Éd. Albiana, 1992 (ISBN 978-2-905124-12-8)
7. ↑  Jacques Thiers, I misgi, Albiana, 2013 (ISBN 978-2-8241-0394-5)
8. ↑  Jacques Thiers et Anne-Laure Thiers, La cour des chats: roman, Albiana, 2015 (ISBN 978-2-8241-0617-5)
9. ↑  Jacques Thiers, U balcone: roman, Albiana, 2016 (ISBN 978-2-8241-0755-4)
10. ↑  Jacques Thiers et Anne-Laure Thiers, Le balcon, Albiana, 2017 (ISBN 978-2-8241-0854-4)